# San Martín (region)
San Martín er en region i det nordlige Peru. Det meste af regionen befinder sig i den øverste del af den peruvianske Amazonregnskov. Hovedbyen er Moyobamba, mens den største by i regionen er Tarapoto.
7°12′S 76°48′V / 7.2°S 76.8°V